# Remo nos Jogos Olímpicos de Verão de 2012 - Quatro sem masculino
As competições de remo nos Jogos Olímpicos de Verão de 2012 na modalidade quatro sem masculino foram disputadas entre os dias 30 de julho e 4 de agosto no Lago Dorney em Londres.

## Medalhistas
|  | GBR Grã-Bretanha                                     |  | AUS Austrália                                                 |  | USA Estados Unidos                                 |
|  | Alex Gregory Tom James Pete Reed Andrew Triggs-Hodge |  | James Chapman Joshua Dunkley-Smith Drew Ginn William Lockwood |  | Charlie Cole Scott Gault Glenn Ochal Henrik Rummel |

## Resultados
- Regras de qualificação: 1-3->S, 5..->R

### Eliminatórias

#### Eliminatória 1
| Pos. | Atletas                                                       | Equipe            | Tempo   | Notas |
| ---- | ------------------------------------------------------------- | ----------------- | ------- | ----- |
| 1    | James Chapman Joshua Dunkley-Smith Drew Ginn William Lockwood | AUS Austrália     | 5:47.06 | Q     |
| 2    | Gregor Hauffe Urs Käufer Sebastian Schmidt Toni Seifert       | GER Alemanha      | 5:49.84 | Q     |
| 3    | William Dean Anthony Jacob Derek O'Farrell Michael Wilkinson  | CAN Canadá        | 5:50.78 | Q     |
| 4    | Chris Harris Sean O'Neill Jade Uru Tyson Williams             | NZL Nova Zelândia | 5:51.84 |       |
| 5    | Radoje Đerić Goran Jagar Miloš Vasić Miljan Vuković           | SRB Sérvia        | 5:53.35 |       |

#### Eliminatória 2
| Pos. | Atletas                                                                     | Equipe              | Tempo   | Notas |
| ---- | --------------------------------------------------------------------------- | ------------------- | ------- | ----- |
| 1    | Alex Gregory Tom James Pete Reed Andrew Triggs-Hodge                        | GBR Grã-Bretanha    | 5:50.27 | Q     |
| 2    | Marius Vasile Cozmiuc Florin Curuea Alexandru Palamariu Cristi Ilie Pîrghie | ROU Romênia         | 5:52.87 | Q     |
| 3    | Aliaksandr Kazubouski Vadzim Lialin Dzainis Mihal Stanislau Shcharbachenia  | BLR Bielorrússia    | 5:53.26 | Q     |
| 4    | Milan Bruncvík Michal Horváth Matyáš Klang Jakub Podrazil                   | CZE República Checa | 5:54.37 | R     |

#### Eliminatória 3
| Pos. | Atletas                                                                 | Equipe             | Tempo   | Notas |
| ---- | ----------------------------------------------------------------------- | ------------------ | ------- | ----- |
| 1    | Charlie Cole Scott Gault Glenn Ochal Henrik Rummel                      | USA Estados Unidos | 5:54.88 | Q     |
| 2    | Kaj Hendriks Ruben Knab Boaz Meylink Mechiel Versluis                   | NED Países Baixos  | 5:55.99 | Q     |
| 3    | Ioannis Christou Stergios Papachristos Ioannis Tsilis Georgios Tziallas | GRE Grécia         | 5:57.71 | Q     |
| 4    | Luca Agamennoni Vincenzo Capelli Mario Paonessa Simone Venier           | ITA Itália         | 6:02.01 | R     |

### Repescagem
| Pos. | Atletas                                                       | Equipe              | Tempo   | Notas |
| ---- | ------------------------------------------------------------- | ------------------- | ------- | ----- |
| 1    | Radoje Đerić Goran Jagar Miloš Vasić Miljan Vuković           | SRB Sérvia          | 6:01.97 | Q     |
| 2    | Chris Harris Sean O'Neill Jade Uru Tyson Williams             | NZL Nova Zelândia   | 6:03.66 | Q     |
| 3    | Luca Agamennoni Vincenzo Capelli Mario Paonessa Simone Venier | ITA Itália          | 6:04.27 | Q     |
| 4    | Milan Bruncvík Michal Horváth Matyáš Klang Jakub Podrazil     | CZE República Checa | 6:04.56 |       |

### Semifinais

#### Semifinal 1
| Pos. | Atletas                                                                    | Equipe            | Tempo   | Notas |
| ---- | -------------------------------------------------------------------------- | ----------------- | ------- | ----- |
| 1    | Alex Gregory Tom James Pete Reed Andrew Triggs-Hodge                       | GBR Grã-Bretanha  | 5:58.26 | Q     |
| 2    | James Chapman Joshua Dunkley-Smith Drew Ginn William Lockwood              | AUS Austrália     | 5:59.23 | Q     |
| 3    | Kaj Hendriks Ruben Knab Boaz Meylink Mechiel Versluis                      | NED Países Baixos | 6:03.71 | Q     |
| 4    | Luca Agamennoni Vincenzo Capelli Mario Paonessa Simone Venier              | ITA Itália        | 6:05.00 |       |
| 5    | Aliaksandr Kazubouski Vadzim Lialin Dzainis Mihal Stanislau Shcharbachenia | BLR Bielorrússia  | 6:05.26 |       |
| 6    | Radoje Đerić Goran Jagar Miloš Vasić Miljan Vuković                        | SRB Sérvia        | 6:07.41 |       |

#### Semifinal 2
| Pos. | Atletas                                                                     | Equipe             | Tempo   | Notas |
| ---- | --------------------------------------------------------------------------- | ------------------ | ------- | ----- |
| 1    | Charlie Cole Scott Gault Glenn Ochal Henrik Rummel                          | USA Estados Unidos | 6:01.72 | Q     |
| 2    | Ioannis Christou Stergios Papachristos Ioannis Tsilis Georgios Tziallas     | GRE Grécia         | 6:02.61 | Q     |
| 3    | Gregor Hauffe Urs Käufer Sebastian Schmidt Toni Seifert                     | GER Alemanha       | 6:04.61 | Q     |
| 4    | Chris Harris Sean O'Neill Jade Uru Tyson Williams                           | NZL Nova Zelândia  | 6:06.36 |       |
| 5    | William Dean Anthony Jacob Derek O'Farrell Michael Wilkinson                | CAN Canadá         | 6:08.90 |       |
| 6    | Marius Vasile Cozmiuc Florin Curuea Alexandru Palamariu Cristi Ilie Pîrghie | ROU Romênia        | 6:12.74 |       |

### Finais

#### Final B
| Pos | Atletas                                                                     | Equipe            | Tempo   | Notas |
| --- | --------------------------------------------------------------------------- | ----------------- | ------- | ----- |
| 1   | Aliaksandr Kazubouski Vadzim Lialin Dzainis Mihal Stanislau Shcharbachenia  | BLR Bielorrússia  | 6:09.31 |       |
| 2   | Luca Agamennoni Vincenzo Capelli Mario Paonessa Simone Venier               | ITA Itália        | 6:09.42 |       |
| 3   | William Dean Anthony Jacob Derek O'Farrell Michael Wilkinson                | CAN Canadá        | 6:11.15 |       |
| 4   | Radoje Đerić Goran Jagar Miloš Vasić Miljan Vuković                         | SRB Sérvia        | 6:11.94 |       |
| 5   | Chris Harris Sean O'Neill Jade Uru Tyson Williams                           | NZL Nova Zelândia | 6:11.97 |       |
| 6   | Marius Vasile Cozmiuc Florin Curuea Alexandru Palamariu Cristi Ilie Pîrghie | ROU Romênia       | 6:16.20 |       |

#### Final A
| Pos               | Atletas                                                                 | Equipe             | Tempo   | Notas |
| ----------------- | ----------------------------------------------------------------------- | ------------------ | ------- | ----- |
| Medalha de ouro   | Alex Gregory Tom James Pete Reed Andrew Triggs-Hodge                    | GBR Grã-Bretanha   | 6:03.97 |       |
| Medalha de prata  | James Chapman Joshua Dunkley-Smith Drew Ginn William Lockwood           | AUS Austrália      | 6:05.19 |       |
| Medalha de bronze | Charlie Cole Scott Gault Glenn Ochal Henrik Rummel                      | USA Estados Unidos | 6:07.20 |       |
| 4                 | Ioannis Christou Stergios Papachristos Ioannis Tsilis Georgios Tziallas | GRE Grécia         | 6:11.43 |       |
| 5                 | Kaj Hendriks Ruben Knab Boaz Meylink Mechiel Versluis                   | NED Países Baixos  | 6:14.78 |       |
| 6                 | Gregor Hauffe Urs Käufer Sebastian Schmidt Toni Seifert                 | GER Alemanha       | 6:16.37 |       |

Legenda
| Recorde mundial      | Recorde mundial (World record)               |                       | Recorde africano                      | Recorde africano (African) |                                           | Q | Classificado por posição (Qualified) |
| Recorde olímpico     | Recorde olímpico (Olympic record)            | Recorde da América    | Recorde da América (Americas)         | q                          | Classificado por melhor tempo (Qualified) |   |                                      |
| Melhor marca do ano  | Melhor marca do ano (World leading)          | Recorde asiático      | Recorde asiático (Asian)              | DNS                        | Não largou (Did not start)                |   |                                      |
| Recorde nacional     | Recorde nacional (National record)           | Recorde europeu       | Recorde europeu (European)            | DNF                        | Não terminou (Did not finish)             |   |                                      |
| Recorde pessoal      | Recorde pessoal do atleta (Personal best)    | Recorde da Oceania    | Recorde da Oceania (Oceania)          | DSQ / DQ                   | Desclassificado (Disqualified)            |   |                                      |
| Recorde da temporada | Recorde da temporada do atleta (Season best) | Recorde sul-americano | Recorde sul-americano (South America) | NM                         | Sem marca (No mark)                       |   |                                      |

### Remo
| S | Classificado(a) para as semifinais |    |                        | FA | Final A (disputa de medalhas) |  |  | FD | Final D (sem medalhas) |
| Q | Classificado(a) para as quartas    | FB | Final B (sem medalhas) | FE | Final E (sem medalhas)        |  |  |    |                        |
| R | Classificado(a) para a repescagem  | FC | Final C (sem medalhas) | FF | Final F (sem medalhas)        |  |  |    |                        |